# Martino Gatti
Martino Gatti (* 23. Oktober 1971) ist ein deutsch-italienischer Fußballtrainer und ehemaliger Fußballspieler.

## Spielerkarriere
Der Sohn einer spanischen Mutter und eines italienischen Vaters begann seine Karriere bei Hertha 03 Zehlendorf im Berliner Südwesten. Bei dem Verein war er Mannschaftskamerad von Christian Ziege. 1991 wechselte der 1,71 Meter große, als Straßenfußballer bezeichnete Gatti zum Zweitligisten FC St. Pauli. Später spielte er bei Tennis Borussia Berlin, Homburg 08, den BFC Dynamo, den SV Babelsberg 03, den SV Yesilyurt als auch Türkiyemspor Berlin. Seine Spielerkarriere beendete er am 1. Oktober 2007.

## Trainerkarriere
Seit der Saison 2013/14 war er als Co-Trainer beim BFC Dynamo tätig. Der zum 1. Juli 2019 eingestellte Christian Benbennek war bereits der fünfte Cheftrainer, mit dem er dort zusammenarbeitete. Im Herbst 2019 endete seine Tätigkeit als Co-Trainer und er arbeitete seitdem nur noch als Trainer im Jugendbereich des Vereins. Im Sommer 2020 wurde er Trainer des Kreisligisten Club Italia AdW.

## Familie
Sein Sohn Leon Jensen ist ebenfalls professioneller Fußballspieler.